# Transició de fase superradiant

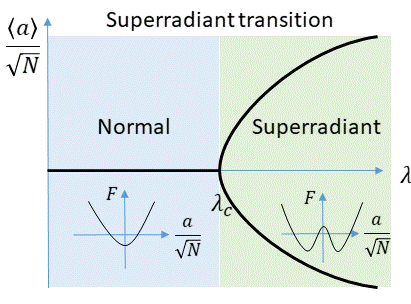
Gràfic esquemàtic del paràmetre d'ordre de la transició de Dicke, que és zero en la fase normal i finit en la fase superradiant. El requadre mostra l'energia lliure en les fases normal i superradiant

En òptica quàntica, una transició de fase superradiant és una transició de fase que es produeix en una col·lecció d'emissors fluorescents (com els àtoms), entre un estat que conté poques excitacions electromagnètiques (com en el buit electromagnètic) i un estat superradiant amb moltes excitacions electromagnètiques atrapades a l'interior. els emissors. L'estat superradiant es fa termodinàmicament favorable per tenir interaccions fortes i coherents entre els emissors.
La transició de fase superradiant va ser predita originalment pel model de Dicke de superradiància, que suposa que els àtoms només tenen dos nivells energètics i que aquests interactuen amb només un mode del camp electromagnètic. La transició de fase es produeix quan la força de la interacció entre els àtoms i el camp és més gran que l'energia de la part que no interacciona del sistema. (Això és similar al cas de la superconductivitat en el ferromagnetisme, que condueix a la interacció dinàmica entre els àtoms ferromagnètics i l'ordenació espontània de les excitacions per sota de la temperatura crítica). El desplaçament col·lectiu Lamb, relacionat amb el sistema d'àtoms que interactuen amb les fluctuacions quàntiques, esdevé comparable a les energies dels àtoms sols, i les fluctuacions del buit provoquen l'autoexcitació espontània de la matèria.
La transició es pot entendre fàcilment mitjançant l'ús de la transformació Holstein-Primakoff aplicada a un àtom de dos nivells. Com a resultat d'aquesta transformació, els àtoms es converteixen en oscil·ladors harmònics de Lorentz amb freqüències iguals a la diferència entre els nivells d'energia. Aleshores, tot el sistema es simplifica a un sistema d'oscil·ladors harmònics d'àtoms que interactuen, i el camp conegut com a dielèctric de Hopfield que prediu encara més en l'estat normal els polarons per a fotons o polaritons. Si la interacció amb el camp és tan forta que el sistema col·lapsa en l'aproximació harmònica i apareixen freqüències complexes de polaritons (modes suaus), aleshores el sistema físic amb termes no lineals d'ordre superior es converteix en el sistema amb el potencial de barret mexicà, i experimentarà una transició de fase similar al ferroelèctric. En aquest model, el sistema és matemàticament equivalent per a un mode d'excitació al paquet d'ones de Troia, quan la intensitat del camp polaritzat circularment correspon a la constant d'acoblament electromagnètic. Per sobre del valor crític, canvia al moviment inestable de la ionització.
La transició de fase superradiant va ser objecte d'una àmplia discussió sobre si només és o no el resultat del model simplificat de la interacció matèria-camp; i si es pot produir per als paràmetres físics reals dels sistemes físics (un teorema d'impossibilitat). Tanmateix, tant la derivació original com les correccions posteriors que van conduir a la inexistència de la transició, a causa de la regla de la suma de Thomas–Reiche–Kuhn que cancel·lava per a l'oscil·lador harmònic la desigualtat necessària fins a la negativitat impossible de la interacció, es van basar en el supòsit que el camp quàntic els operadors estan commutant nombres i els àtoms no interaccionen amb les forces estàtiques de Coulomb. Això generalment no és cert com en el cas del teorema de Bohr-van Leeuwen i la inexistència clàssica del diamagnetisme de Landau. Els resultats negatius també van ser la conseqüència d'utilitzar els models simples d'òptica quàntica de la interacció camp electromagnètic-matèria, però no els models més realistes de matèria condensada com per exemple el model de superconductivitat del BCS, sinó amb els fonons substituïts per fotons per obtenir primer el col·lectiu de polaritons. El retorn de la transició es produeix bàsicament perquè les interaccions entre àtoms dipol-dipol o en general les interaccions electró-electró Coulomb no són mai menyspreables en el règim de densitat de matèria condensada i encara més en el règim de densitat de matèria superradiant i la transformació unitària Power-Zienau eliminant el potencial del vector quàntic. en l'Hamiltonià d'acoblament mínim transforma l'Hamiltonià exactament a la forma utilitzada quan es va descobrir i sense el quadrat del potencial vectorial que més tard es va afirmar que evitava això. Alternativament, dins de la mecànica quàntica completa, inclòs el camp electromagnètic, el teorema generalitzat de Bohr-van Leeuwen no funciona i les interaccions electromagnètiques no es poden eliminar mentre només canvien el {\displaystyle \mathbf {p} \cdot \mathbf {A} } acoblament de potencial vectorial al camp elèctric {\displaystyle \mathbf {x} \cdot \mathbf {E} } acoblar i alterar les interaccions electroestàtiques efectives. Es pot observar en sistemes model com els condensats de Bose–Einstein i àtoms artificials.

## Teoria

### Criticitat del model de Jaynes-Cummings linealitzat
Una transició de fase superradiant es prediu formalment pel comportament crític del model ressonant de Jaynes-Cummings, que descriu la interacció d'un sol àtom amb un mode del camp electromagnètic. A partir de l'hamiltonià exacte del model de Jaynes-Cummings en ressonància
{\displaystyle {\hat {H}}_{\text{JC}}=\hbar \omega {\hat {a}}^{\dagger }{\hat {a}}+\hbar \omega {\frac {{\hat {\sigma }}_{z}}{2}}+{\frac {\hbar \Omega }{2}}\left({\hat {a}}{\hat {\sigma }}_{+}+{\hat {a}}^{\dagger }{\hat {\sigma }}_{-}+{\hat {a}}{\hat {\sigma }}_{-}+{\hat {a}}^{\dagger }{\hat {\sigma }}_{+}\right),}
Aplicació de la transformació Holstein-Primakoff per a dos nivells de gir, substituint els operadors de pujada i baixada de gir pels oscil·ladors harmònics.
{\displaystyle {\hat {\sigma }}_{-}\approx {\hat {b}}}
{\displaystyle {\hat {\sigma }}_{+}\approx {\hat {b}}^{\dagger }}
{\displaystyle {\hat {\sigma }}_{z}\approx 2{\hat {b}}^{\dagger }{\hat {b}}}
s'obté l'Hamiltonià de dos oscil·ladors harmònics acoblats:
{\displaystyle {\hat {H}}_{\text{JC}}=\hbar \omega {\hat {a}}^{\dagger }{\hat {a}}+\hbar \omega {\hat {b}}^{\dagger }{\hat {b}}+{\frac {\hbar \Omega }{2}}\left({\hat {a}}{\hat {b}}^{\dagger }+{\hat {a}}^{\dagger }{\hat {b}}+{\hat {a}}{\hat {b}}+{\hat {a}}^{\dagger }{\hat {b}}^{\dagger }\right),}
que fàcilment es pot diagonalitzar. Postulant la seva forma normal
{\displaystyle {\hat {H}}_{\text{JC}}=\Omega _{+}{\hat {A_{+}}}^{\dagger }{\hat {A_{+}}}+\Omega _{-}{\hat {A_{-}}}^{\dagger }{\hat {A_{-}}}+C}
on
{\displaystyle {\hat {A_{\pm }}}=c_{\pm 1}{\hat {a}}+c_{\pm 2}{\hat {a}}^{\dagger }+c_{\pm 3}{\hat {b}}+c_{\pm 4}{\hat {b}}^{\dagger }}
s'obté l'equació de valors propis
{\displaystyle [{\hat {A_{\pm }}},{\hat {H}}_{\text{JC}}]=\Omega _{\pm }A}
amb les solucions
{\displaystyle \Omega _{\pm }=\omega {\sqrt {1\pm {\frac {\Omega }{\omega }}}}}
El sistema s'ensorra quan una de les freqüències esdevé imaginària, és a dir, quan
{\displaystyle \Omega >\omega }
o quan l'acoblament àtom-camp és més fort que la freqüència dels oscil·ladors de mode i àtom. Tot i que hi ha termes físicament més alts en el sistema real, el sistema en aquest règim, per tant, experimentarà la transició de fase.